# بند سر شانه
بند سر شانه (به انگلیسی: Shoulder strap) به معنی بند باریکی است که معمولاً در لباس‌های بلند زنانه استفاده می‌شود.

بند سر شانه در کوله‌پشتی نیز وجود دارد. عرض بند سرشانه کوله‌پشتی و لایه گذاری مناسب آن اهمیت زیادی در سلامت استفاده‌کننده دارد.

## نگارخانه

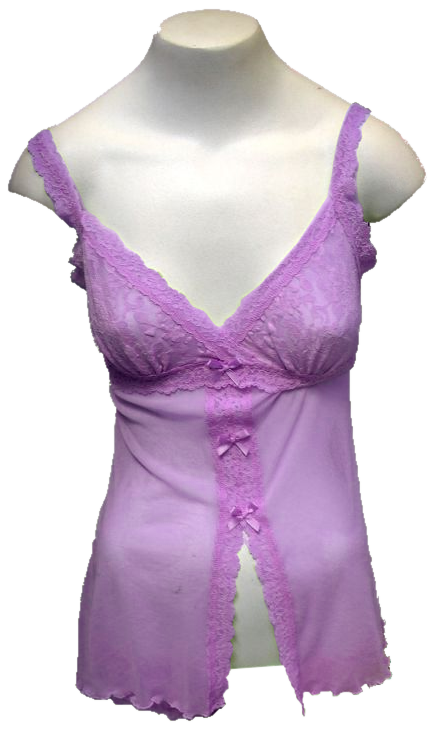
زیرپوش زنانه
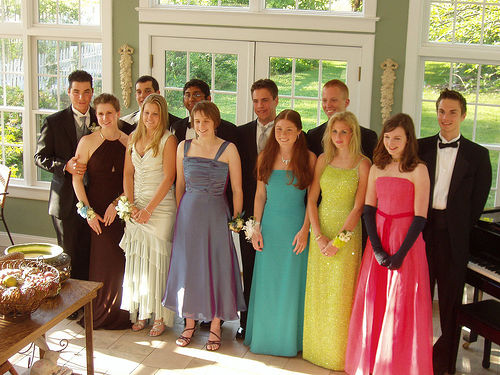
یک میهمانی که انواع مختلفی از لباس‌های با بند سر شانه را پوشیده‌اند
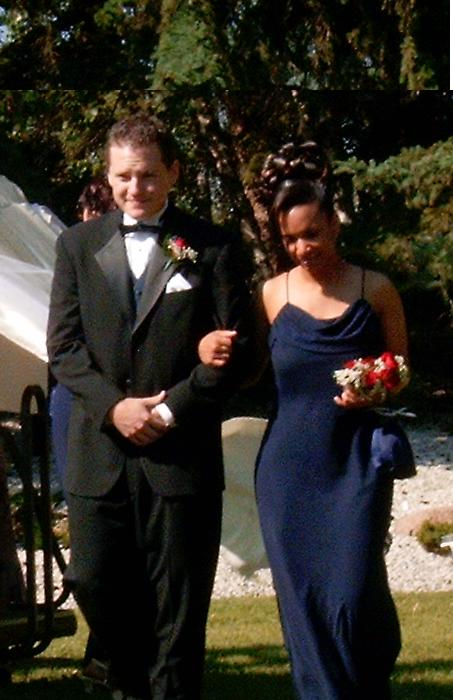
یک ساقدوش عروس در یک لباس با بند سر شانه اسپاگتی
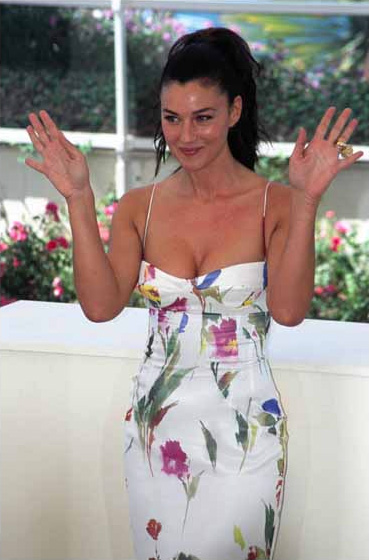
مونیکا بلوچی در یک لباس چسبان
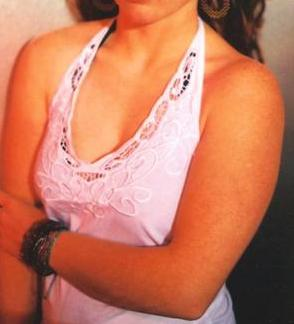
یک زن که لباسی با بند دور گردن پوشیده است.